# 若生伸子
若生 伸子（わこう のぶこ、1961年10月19日 - ）は、日本の実業家。株式会社フジ・メディア・ホールディングス常務取締役、株式会社フジテレビジョン常務取締役。
株式会社TVer代表取締役社長を歴任した。

## 人物・経歴
1987年上智大学大学院修了後、株式会社フジテレビジョン入社、秘書室に配属。その後、編成局第3制作部、ローカル営業部長等を経て、2018年執行役員広報局長兼企業広報室長。2022年4月株式会社TVerに出向し執行役員。同年6月代表取締役社長就任。2025年3月27日付で株式会社フジテレビジョンの非常勤取締役に就任。2025年6月の定時株主総会及び取締役会を経て、株式会社フジ・メディア・ホールディングス常務取締役並びに株式会社フジテレビジョン常務取締役に就任。